# Zlončice
Obec Zlončice se nachází v okrese Mělník ve Středočeském kraji. Rozkládá se asi sedmnáct kilometrů jihozápadně od Mělníka a čtyři kilometry východně od města Kralupy nad Vltavou. Žije zde 582 obyvatel.

## Části obce
- Zlončice
- Dolánky

## Historie
První písemná zmínka o obci pochází z roku 1052.

### Územněsprávní začlenění
Dějiny územněsprávního začleňování zahrnují období od roku 1850 do současnosti. V chronologickém přehledu je uvedena územně administrativní příslušnost obce v roce, kdy ke změně došlo:
- 1850 země česká, kraj Praha, politický okres Slaný, soudní okres Velvary[4]
- 1855 země česká, kraj Praha, soudní okres Velvary
- 1868 země česká, kraj Praha, politický okres Slaný, soudní okres Velvary
- 1912 země česká, kraj Praha, politický okres Slaný, soudní okres Kralupy nad Vltavou[5]
- 1913 země česká, kraj Praha, politický i soudní okres Kralupy nad Vltavou[6]
- 1939 země česká, Oberlandrat Mělník, politický i soudní okres Kralupy nad Vltavou[7]
- 1942 země česká, Oberlandrat Praha, politický okres Roudnice nad Labem, soudní okres Kralupy nad Vltavou[8]
- 1945 země česká, správní i soudní okres Kralupy nad Vltavou[9]
- 1949 Pražský kraj, okres Kralupy nad Vltavou[10]
- 1960 Středočeský kraj, okres Mělník
- 2003 Středočeský kraj, okres Mělník, obec s rozšířenou působností Kralupy nad Vltavou

### Rok 1932
V obci Zlončice (308 obyvatel) byly v roce 1932 evidovány tyto živnosti a obchody: 2 hostince, kolář, kovář, obuvník, obchod s lahvovým pivem, 7 rolníků, řezník, 2 obchody se smíšeným zbožím, Spořitelní a záložní spolek pro Zlončice, trafika.

## Pamětihodnosti
- Přírodní památka Hlaváčková stráň – suché louky a skalní stepi na strmém svahu nad pravým břehem řeky Vltavy, 2 km jižně od vesnice.

## Doprava
Dopravní síť
- Pozemní komunikace – Do obce vedou silnice III. třídy.
- Železnice – Železniční trať ani stanice na území obce nejsou.

Veřejná doprava 2012
- Autobusová doprava – V obci měly zastávky autobusová linka PID 370 Praha,Kobylisy - Kralupy nad Vltavou (v pracovních dnech 10 spojů, o víkendech 5 spojů) a příměstská autobusová linka Kralupy nad Vltavou - Odolena Voda - Újezdec (v pracovních dnech 4 spoje) (dopravce ČSAD Střední Čechy, a. s.).

## Turistika
- Cyklistika – Po pravém břehu Vltavy vede cyklotrasa č. 2 Kralupy nad Vltavou - Nelahozeves - Mělník - Ústí nad Labem.
- Pěší turistika – Po pravém břehu Vltavy vede turistická trasa  Praha - Řež - Chvatěruby - Kralupy nad Vltavou.

## Další fotografie

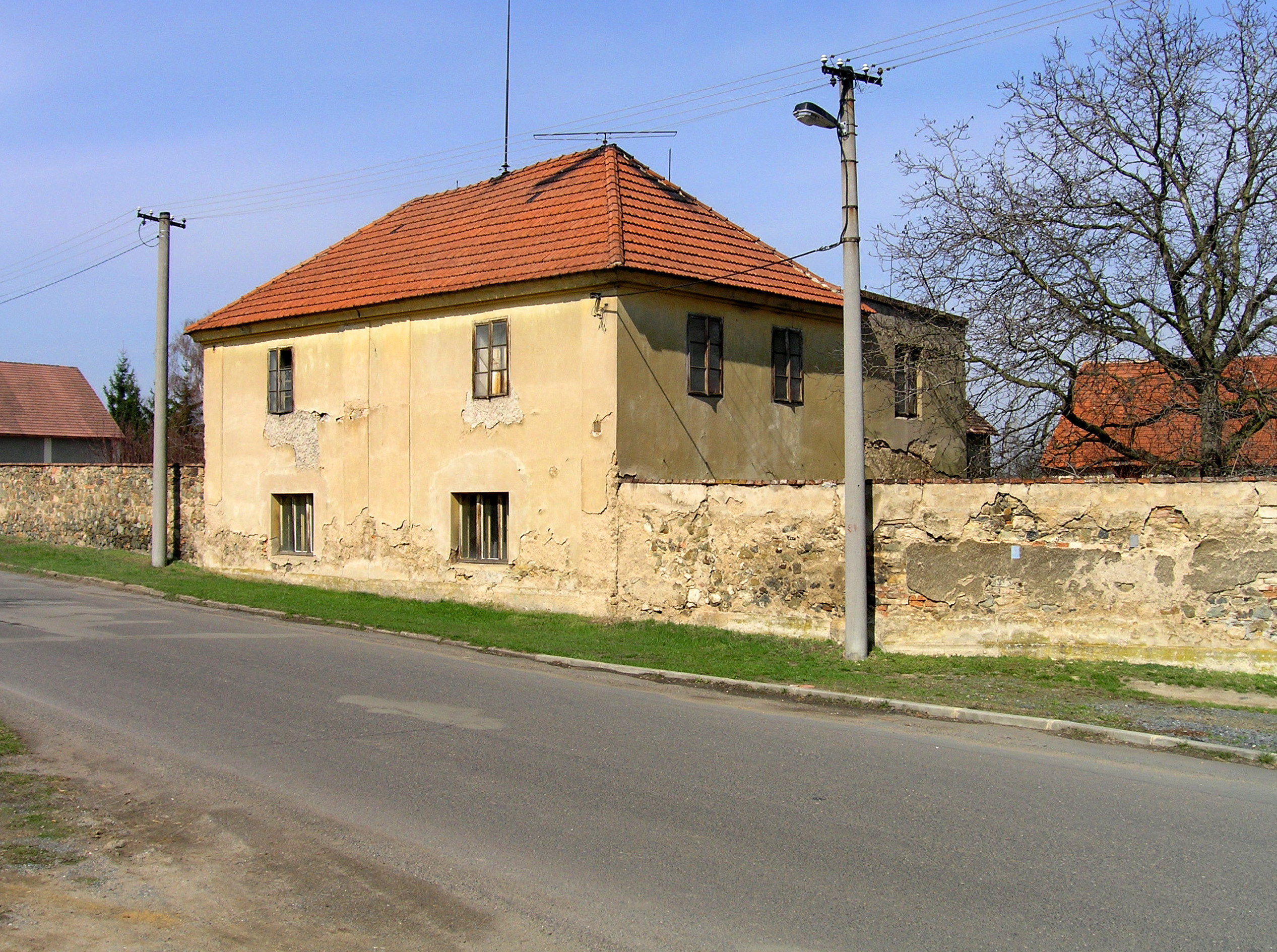
Střed obce
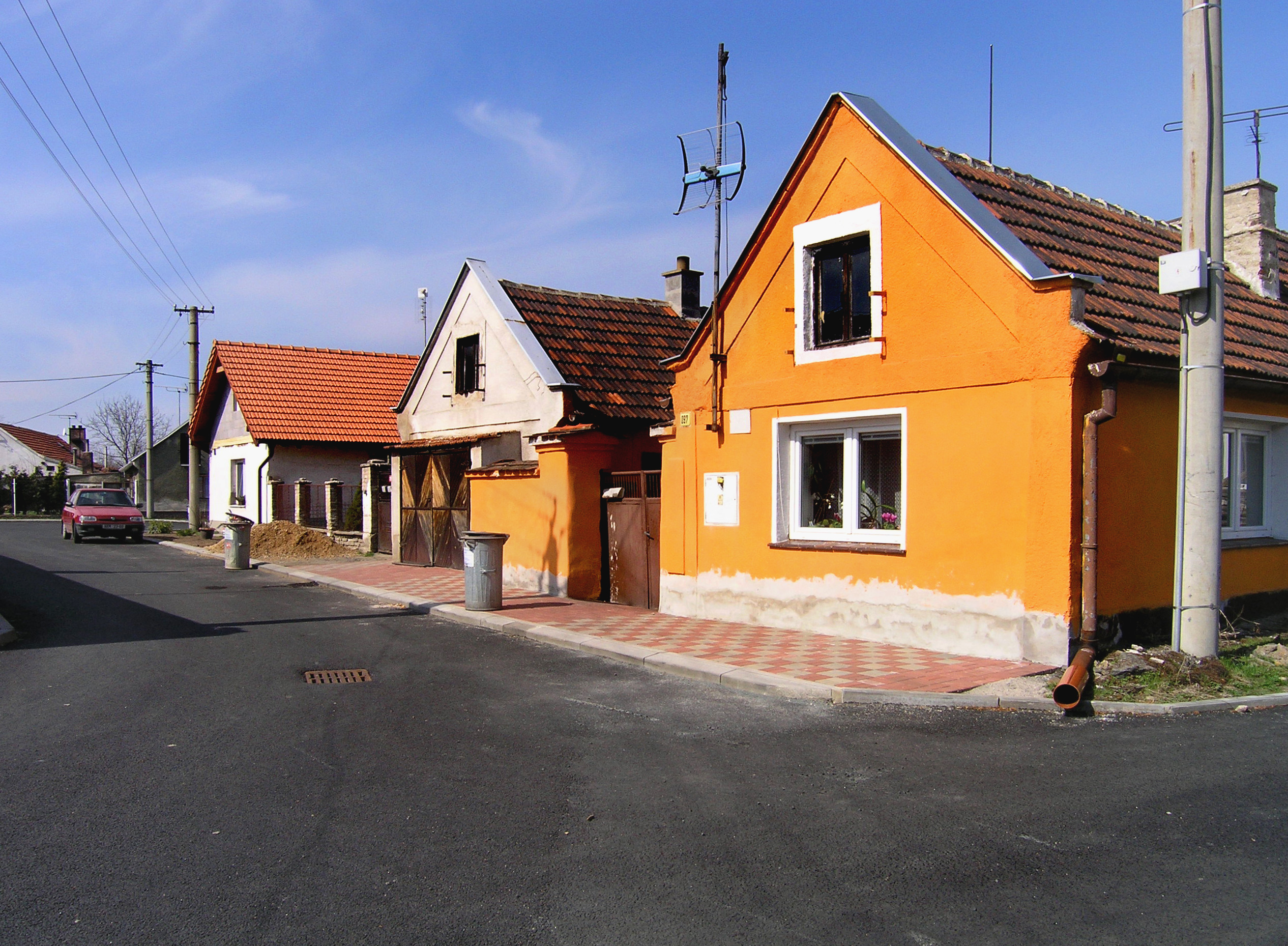
Domky na západě